# Władimir Sołowjow
Władimir Siergiejewicz Sołowjow (ros. Владимир Сергеевич Соловьёв, ur. 16 stycznia?/28 stycznia 1853 w Moskwie, zm. 31 lipca?/13 sierpnia 1900 tamże) – rosyjski prawosławny myśliciel i poeta, przedstawiciel rosyjskiego renesansu religijno-filozoficznego i słowianofilski mesjanista, nazywany „filozofem wiecznej kobiecości”.

## Życiorys
Syn historyka i profesora Uniwersytetu Moskiewskiego Siergieja Sołowjowa. Brat poetki Polikseny (ps. Allegro). Po matce, Poliksenie, rosyjski filozof był spokrewniony z myślicielem XVIII wieku Grzegorzem Skoworodą.

## Poglądy
Głównym dziełem życia Sołowjowa było stworzenie chrześcijańskiej filozofii prawosławnej, która na nowo ujawniałaby życiową siłę podstawowych dogmatów chrześcijaństwa, przez wiele wieków istnienia Kościoła sprowadzonych do martwej litery.

Sołowjow był pierwszym, komu przypadł honor stworzenia systemu filozofii chrześcijańskiej w duchu idei Kiriejewskiego i Chomiakowa. Sołowjow szedł drogą wskazaną przez Kiriejewskiego, drogą przezwyciężenia abstrakcyjnego racjonalizmu i osiągnięcia poznania dzięki pełnej jedności wszystkich uzdolnień człowieka.

Tym samym Sołowjow zaakceptował słowianofilską ideę tzw. całościowego poznania i stwarzał swoją gnozeologię w duchu tradycji schellingiańsko-słowianofilskiej. Jego myśl podzielić można zatem na trzy kategorie, ściśle odpowiadające również chronologii powstawania poszczególnych dzieł: pierwszą była teozofia, drugą – teokracja, trzecią zaś teurgia.
Wykładowca filozofii w Moskwie i Petersburgu. Inspirowany myślą Spinozy i Hegla, poszukiwał czynnika mogącego wyrazić „absolutną jedność i totalność” w chaotycznym świecie zjawisk i rzeczy. Odnalazł go w człowieku pośredniczącym między Bogiem i światem (przede wszystkim odnosiło się to do osoby Chrystusa).
Zapoczątkował nurt metafizyki wszechjedności, który określił kierunek filozofowania następnego pokolenia myślicieli religijnych . Podejmował zagadnienia sofiologiczne, bogoczłowieczeństwa, teokratyzmu i ekumenizmu. W styczniu 1878 roku w miasteczku Solanoj pod Petersburgiem rozpoczął cykl publicznych prelekcji z filozofii religii, nazwanych Wykładami o Bogoczłowieczeństwie, w których przedstawił historię ludzkości jako proces samorealizacji Boga.
W pierwszym okresie swojej twórczości Sołowjow miał nadzieję, że zrealizowanie Sofii, mądrości Boga w świecie, może być osiągnięte za pośrednictwem chrześcijańskiej teozofii, czyli poprzez poznanie Boga w jego zamyśle wobec świata. W drugim okresie (po 1882) Sołowjow pokładał nadzieję w przemienieniu ludzkości dzięki teokracji, to znaczy poprzez stworzenie idealnego państwa i sprawiedliwego porządku społecznego, który zrealizuje w praktyce model civitas Dei św. Augustyna. Na koniec, w trzecim okresie, rozpoczętym w przybliżeniu w 1890, Sołowjow był całkowicie pochłonięty teurgią, tj. sztuką mistyczną, tworzącą życie zgodne z Bożą prawdą. W swojej ostatniej pracy „Trzy rozmowy” (ros. „Три разговора”) Sołowjow odrzuca utopijne nadzieje na osiągnięcie ideałów dobra w życiu ziemskim.
Cechami charakterystycznymi systemu filozoficznego Sołowjowa są: dążenie do poznania rzeczywistości jako harmonii oraz konkretność idei filozoficznych.
Sołowjow w swych pracach broni praw rozumu i głosi konieczność powiązania go z wiarą. Powiada on, że jeśli na Zachodzie myśl filozoficzna nie odnosi się już do wiary chrześcijańskiej, to na Wschodzie wiara deprecjonuje rozum, wykluczając go z teologii. Rozdzielenie wiary i rozumu stanowi główną przyczynę schizmy między Kościołem a światem. Więź pomiędzy wiarą i rozumem jest logiczną konsekwencją innej, szerszej więzi między tym, co naturalne a tym, co nadprzyrodzone, między naturą a łaską. Ponieważ łaska implikuje naturę i ją doskonali – pisze w Wierze i rozumie – także wiara implikuje i doskonali rozum.
Oryginalność filozofii Sołowjowa polega na tym, że dzięki syntezie rozumu i wiary, zbliża się on do tajemniczej granicy oddzielającej porządek naturalny od nadprzyrodzonego. Wierzymy, że w Bogu- Człowieku natura boska łączy się nie tylko z naturą ludzką, ale także z całym stworzeniem. W Bogu-Człowieku, porządek naturalny i nadprzyrodzony jednoczą się bez rozdzielenia i bez zmieszania. Rozum oświecony przez wiarę jest zdolny odróżnić naturalne od nadprzyrodzonego, trudno mu jednak pojąć tajemnicę jedności tych dwóch porządków, tajemnicę przebóstwienia natury ludzkiej oraz samej materii. Skoro za materią ukrywa się to, co Boskie, ona sama jest godna miłości. Prawdziwy materializm – pisze Sołowjow – akceptuje ideę materii Bożej.
Według niego, królestwo Boże, to zadanie dla ludzi, a nie pasywny stan duszy. Nie jest ono zadaniem indywidualnym, ale powszechnym, stojącym przed całą ludzkością. Apel filozofa o realizację ideałów chrześcijańskich w życiu społecznym, wyprzedza o kilka lat ogłoszenie encykliki Rerum novarum, która walnie przyczyni się do rozwoju nauki społecznej Kościoła katolickiego.
19 lutego 1896, w dniu obchodzonym na Wschodzie jako święto Leona Wielkiego, Papieża, do którego Sołowjow miał szczególne nabożeństwo, złożył katolickie wyznanie wiary i przyjął Komunię z rąk katolickiego księdza obrządku wschodniego, Nikołaja Tołstoja, kuzyna poety Aleksieja Tołstoja. Sam ksiądz Tołstoj został katolikiem głównie pod wpływem Sołowjowa.
Tematy jego wypowiedzi – krytyka indywidualistycznego liberalizmu i socjalizmu marksistowskiego, protest przeciwko nacjonalizmowi i antysemityzmowi, karze śmierci i wyzyskowi robotników, obrona wolności religijnej, godności człowieka i prawa narodów, koncepcja sprawiedliwości jako celu porządku społecznego, są kwestiami roztrząsanymi przez świat chrześcijański XX wieku.
Jednym z ważnych wątków filozofii Sołowjowa była filozofia miłości . Swoje filozoficzne rozważania na ten temat Sołowjow zaprezentował w pracy Dramat życiowy Platona (1898) oraz w pięciu artykułach, wydanych pod wspólnym tytułem Sens miłości (1892-1894) . U podstaw Sołowjowowskiej koncepcji miłości leży platońska nauka o Erosie   .

## Prace
Prace filozoficzne Sołowjowa: Krizis zapadnoj fiłosofii: protiw pozitiwistow (1874), Istorija i buduszcznost’ tieokratii (1887), Kratkaja powiest’ ob Antichristie (Krótka opowieść o Antychryście, 1899, wspominana w książce Benedykta XVI Jezus z Nazaretu) zawierają wizję kresu historii i powtórnego nadejścia Mesjasza, głoszą też wiarę w piękno, które zbawi świat:
Chrystus przyniósł miecz – ja przyniosę pokój. On groził ziemi strasznym sądem ostatecznym – ale przecież ostatecznym sędzią będę ja, a sąd mój będzie nie sądem prawdy, tylko sądem łaski.
Ponadto filozoficzno-refleksyjne wiersze z tomu Stichotworienija (1891), poemat Tri swidanija (1898), liryka polityczna, np. Ex oriente lux (1890), sztuki teatralne, m.in. Biełaja lilija (1893), eseje o wybitnych twórcach, także o A. Mickiewiczu. Wywarł znaczny wpływ na twórczość symbolistów rosyjskich.

### Polskie tłumaczenia
- Rosya i Europa, nakład J.K. Żupańskiego & K.J. Heumanna, Kraków 1888[22][23]; 2022 (Rosja i Europa)[24].
- Wybór pism, t. 1-3, przeł. Juliusz Zychowicz, Aleksander Hauke-Ligowski OP, W drodze, Poznań 1988, ISBN 83-85008-70-5.
- Krótka powieść o Antychryście, przeł. Ludwik Posadzy, Lumen, Wrocław 1998, ISBN 83-909212-0-0.
- Sens miłości, przeł. Henryk Paprocki, Antyk, Kęty 2002, ISBN 83-88524-48-8.
- Zaślubiny Wschodu z Zachodem, przeł. Filip Memches, Fronda, Warszawa 2007, ISBN 978-83-88747-16-8.
- Wielki spór i chrześcijańska polityka 1889, przeł. Tomasz Kwaśnicki, Fronda, Warszawa 2007, ISBN 978-83-88747-36-6.
- Uzasadnienie dobra(inne języki). Filozofia moralna, przeł. Paweł Rojek, Marek Kita, Katarzyna Janowska, Leszek Augustyn, Wydawnictwo Uniwersytetu Jagiellońskiego, Kraków 2008, ISBN 978-83-233-2164-4.
- Sens miłości i inne pisma, przeł. Henryk Paprocki, Hachette, Warszawa 2010, Seria „Biblioteka filozofów”, tom 35, ISBN 978-83-7575-207-6.
- Wykłady o Bogoczłowieczeństwie(inne języki). Autor przekładu i wstępu – Janusz Dobieszewski. Warszawa: Wydawnictwo Uniwersytetu Warszawskiego, 2011. ISBN 978-83-235-1938-6. Brak numerów stron w książce

## Dziedzictwo
Kontynuatorami doktryny W. Sołowjowa byli Siergiej i Jewgienij Trubieccy, Nikołaj Łosski, a także Nikołaj Bierdiajew, Siergiej Bułgakow, Siemion Frank i inni ideologowie „wiechowstwa”. Do stworzonej przez Sołowjowa teorii Sofii jako Mądrości Bożej oraz tzw. „wiecznej kobiecości” nawiązywał zarówno Siergiej Bułgakow, jak i Fiodor Dostojewski, w którego twórczości znalazła swój literacki wyraz nauka Sołowjowa o Duszy Świata-Sofii: w powieściach Dostojewskiego symbolem Duszy Świata są kobiety, niekiedy noszące imię Sofia, które oczekują zbawiciela-oblubieńca. Gieorgij Florowski z kolei widział w nauce Sołowjowa przykłady całkowitej niezgodności z nauczaniem Kościoła, wpływy gnostycyzmu oraz odrzucanych przez wszystkie wspólnoty chrześcijańskie mistyków jak Emanuel Swedenborg. i Andrzej Towiański.
Jan Paweł II wymienia Sołowjowa jako przykład „owocnej relacji między filozofią a słowem Bożym” w 74 punkcie encykliki Fides et ratio. Także papież Franciszek w punkcie 28. swojej adhortacji apostolskiej Laudate Deum zacytował jego ironiczne słowa: „Wiek, który był tak postępowym, że wypadło mu nawet być ostatnim”.